# Inmigración china en el Reino Unido
Los sinobritánicos son personas de ascendencia china —especialmente chinos han— que residen en el Reino Unido, conformando el segundo mayor grupo de inmigrantes chinos en Europa Occidental después de Francia.
El Reino Unido tiene la comunidad china más antigua de Europa Occidental. Las primeras oleadas de inmigrantes llegaron entre 1842 (el final de la primera guerra del Opio) y la década de 1940 (el final de la Segunda Guerra Mundial), principalmente a través de puertos abiertos como concesiones a los británicos por las guerras del Opio, como Cantón, Tianjin y Shanghái. Empezaron a formarse comunidades sinobritánicas en los puertos británicos de Liverpool, Londres, Cardiff y Glasgow. Hacia el final de la Segunda Guerra Mundial, se estima que en la zona de Liverpool nacieron unos 900 hijos euroasiáticos de padre chino y madre blanca.
Desde mediados del siglo XX, muchos sinobritánicos descienden de habitantes de antiguas colonias británicas, como Hong Kong, Malasia y Singapur. Esto cambió a finales de los setenta con nuevas oleadas de inmigrantes chinos procedentes de Vietnam, la China continental y Hong Kong. Después de que China impusiera nuevas leyes de seguridad en Hong Kong, el Reino Unido ofreció una vía de residencia a los titulares de pasaportes nacionales británicos (de ultramar) residentes en Hong Kong, la mayoría de ellos de etnia china. Dos años después de la introducción de esta ruta de inmigración en 2021, han llegado 144 500 hongkoneses al Reino Unido.
Según el censo de 2021, el grupo étnico chino ascendía a 502 216 personas, el 0,8 % de la población del Reino Unido. Los sinobritánicos viven en todas las grandes ciudades británicas, especialmente en Londres, Edimburgo, Glasgow, Mánchester, Birmingham, Liverpool, Leeds, Sheffield y Cambridge. En comparación con la mayoría de minorías étnicas del Reino Unido, los chinos son de los más dispersos geográficamente. Las seis ciudades de Birmingham, Glasgow, Liverpool, Londres, Mánchester y Newcastle upon Tyne tienen barrios chinos.
En general, como grupo demográfico, los sinobritánicos se encuentran entre los que más ingresos perciben, los que mejores resultados académicos obtienen y los que menos probabilidades tienen de recibir ayudas sociales del Gobierno. También ocupan un buen lugar en las métricas socioeconómicas, con las tasas más bajas de arrestos y encarcelamientos, las tasas más bajas de sobrepeso u obesidad y las tasas más bajas de suspensiones escolares.

## Terminología
En el Reino Unido, el término «asiático» suele hacer referencia a aquellos de ascendencia surasiática, como los indios, pakistaníes, bangladesíes, esrilanqueses y cachemires. Además, aunque los chinos llevan mucho tiempo asentados en el Reino Unido, el censo de 1991 fue el primero en introducir una cuestión sobre etnia; los censos anteriores solo registraban el país de nacimiento. En el censo de 2001, los chinos no se incluyeron en la amplia categoría «Asian or Asian British», sino en la categoría «Chinese or other ethnic group». Algunos organismos públicos y departamentos gubernamentales siguen utilizando dicha categoría, y los que se identifican como chinos no se contabilizan en la categoría «Asian or Asian British». En el censo de 2011, la cuestión del grupo étnico permitía la opción de «Chinese» para Inglaterra, Gales e Irlanda del Norte y «Chinese, Chinese Scottish or Chinese British» para Escocia.
Los términos «British-born Chinese» (BBC) y «Scottish-born Chinese» (SBC) se han convertido en formas cotidianas de describir a los chinos étnicos que han nacido en el Reino Unido. Sin embargo, el nuevo término «British Chinese» («sinobritánico») empezó a emerger en los años noventa como forma de articular una identidad bicultural. Diana Yeh sostiene que el término también es una forma de negociar y ofrecer agencia a individuos a menudo rechazados por no ser lo bastante «británicos» o «chinos», aunque tampoco sean tan visibles como las minorías étnicas «negras» o «asiáticas». Junto con el término «British Chinese», ha aumentado el uso de términos atrapalotodo más inclusivos como «British East Asian» (BEA) y «British East and Southeast Asian» (BESEA), especialmente en el sector artístico y ante el racismo durante la pandemia de COVID-19.

## Historia

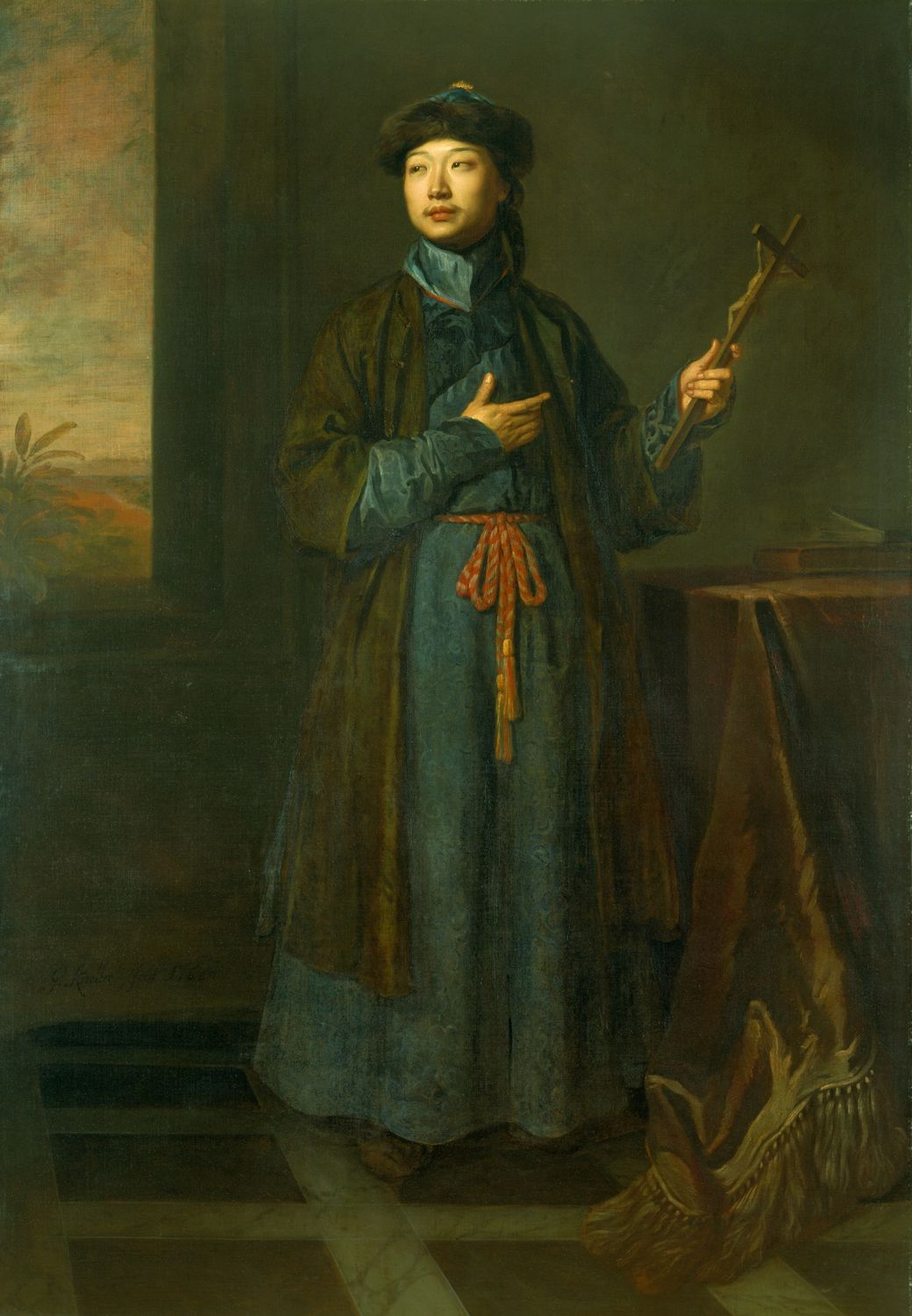
Shen Fu-Tsung fue la primera persona de etnia china de la que se tiene constancia que pisara lo que hoy es el Reino Unido, ya que lo visitó hace más de 300 años, en 1685.

El Reino Unido ha recibido inmigrantes de etnia china de forma más o menos ininterrumpida desde el siglo XIX. Aunque numéricamente los nuevos inmigrantes han repoblado la comunidad china, también han aumentado su complejidad y las diferencias ya existentes en su seno. Mientras tanto, han surgido nuevas generaciones de chinos nacidos en el Reino Unido.

### Primeros chinos
El primer chino del que se tiene constancia en el Reino Unido fue Shen Fu Tsong (c. 1657
 – 1691), un erudito jesuita que estuvo presente en la corte del rey Jacobo II en el siglo XVII. Shen fue el primero en catalogar los libros chinos de la Biblioteca Bodleiana. El rey quedó tan prendado de él que mandó pintar su retrato a sir Godfrey Kneller y lo colgó en su alcoba. El retrato de Shen forma parte de la Royal Collection; actualmente está colgado en el Castillo de Windsor.
William Macao (c. 1753
 – 1831) fue la primera persona china de la que se tiene constancia que se asentase en el Reino Unido. Vivió en Edimburgo, Escocia desde 1779. Macao se casó con una británica y tuvo hijos, y fue el primer chino en ser bautizado en la Iglesia de Escocia. Trabajó para la Board of Excise en Dundas House, St Andrew Square, Edimburgo durante cuarenta años, primero como sirviente de los funcionarios y jubilándose como contable jefe. Estuvo implicado en un importante caso de naturalización y, durante dos años, hasta que la primera decisión fue revocada en apelación, se le consideró legalmente un escocés naturalizado.
La Compañía de las Indias Orientales trajo a un hombre chino conocido como John Anthony (c. 1766
 – 1805) a Londres en 1799 para proporcionar alojamiento a los marineros lascares y chinos en Angel Gardens, Shadwell, en el East End londinense. Anthony había abandonado China hacia los once años, en la década de 1770, realizando varios viajes entre Londres y China. Unos seis años antes de su muerte, fue bautizado en la Iglesia de Inglaterra, se anglicanizó el nombre, se instaló en Londres y se casó con Ester Gole en 1799. Deseoso de adquirir una propiedad, pero incapaz de ello al ser extranjero, en 1805 utilizó parte de la fortuna que había acumulado con su trabajo en Londres para pagar una ley del Parlamento que lo naturalizara como súbdito británico, siendo así el primer chino en obtener la ciudadanía británica. Sin embargo, murió pocos meses después de la aprobación de la ley.

### De 1800 a la Segunda Guerra Mundial

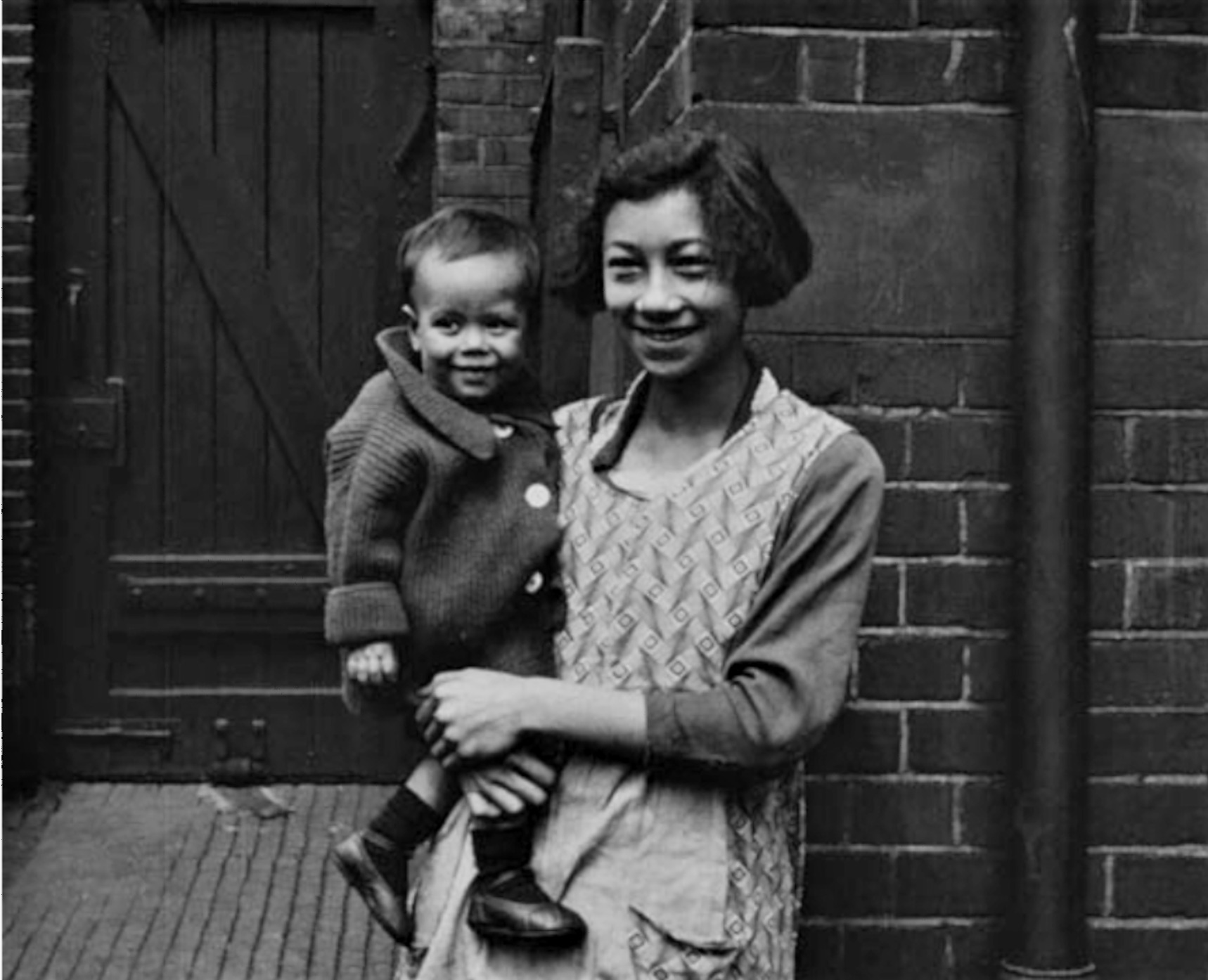
Una mujer sujeta a un niño en Limehouse, East London, años veinte.

La inmigración china en el Reino Unido tiene una historia de al menos siglo y medio. Desde 1800 hasta 1945, se estima que 20 000 personas emigraron al Reino Unido. La Compañía Británica de las Indias Orientales, que controlaba la importación de bienes chinos populares como té, cerámica y seda, empezó a emplear a marineros chinos a mediados del siglo XIX. Los que tripulaban los barcos dirigidos al Reino Unido tenían que pasar tiempo en los muelles de los puertos británicos mientras esperaban un barco que los llevase de vuelta a China, lo que estableció los primeros barrios chinos en Liverpool y Londres.
En 1901 había 387 chinos viviendo en el Reino Unido, que ascendieron a 1219 en 1911. Estas comunidades estaban formadas por una población transnacional y muy móvil de marineros cantoneses y un pequeño número de residentes más permanentes que regentaban tiendas, restaurantes y pensiones para ellos.
Durante este periodo, los matrimonios mixtos entre hombres chinos y mujeres blancas eran cada vez más habituales en el Reino Unido. Estas relaciones atraían a menudo la atención racista. En las comunidades portuarias del siglo XIX, por ejemplo, las esposas de los chinos recibían apodos como «Canton Kitty» y «Chinese Emma» para ridiculizar sus relaciones interraciales. Las actitudes racistas continuaron en el siglo XX, a medida que los chinos eran cada vez más vilipendiados y asociados con el «peligro amarillo», un estereotipo racista que describe a los pueblos del Este y el sudeste Asiático como una amenaza existencial para Occidente.

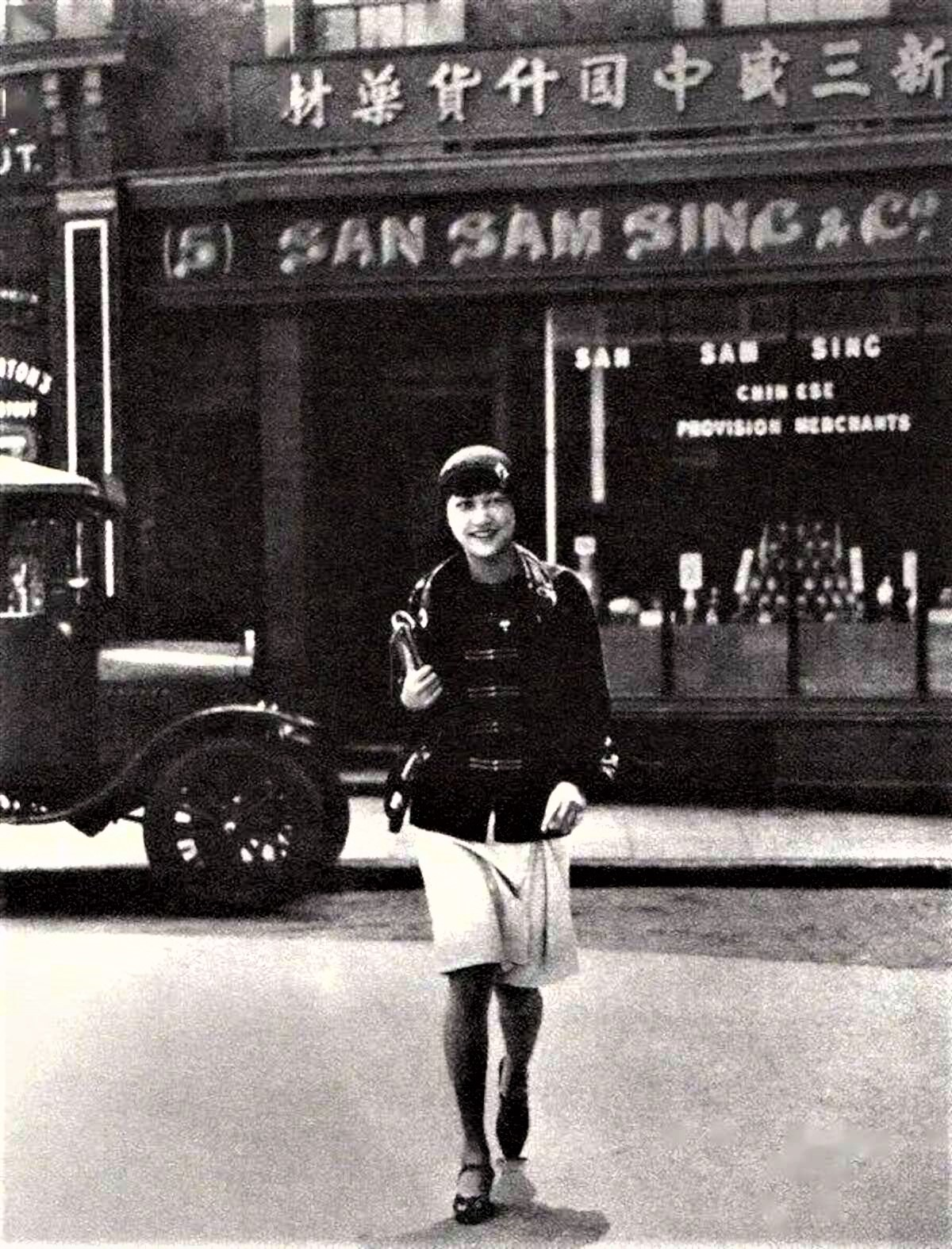
Anna May Wong en la zona de Limehouse de Londres, años veinte

Se utilizó imaginario del peligro amarillo para avergonzar a los matrimonios mixtos, mostrando a los hombres chinos como un peligro para las mujeres blancas y la «pureza de la sangre anglosajona».
En la Segunda Guerra Mundial, a medida que se necesitaban más hombres para tripular los buques mercantes británicos, se creó la Chinese Merchant Seamen's Pool de aproximadamente 20 000 personas, con sede en Liverpool. Sin embargo, al finalizar la guerra, se permitió a pocos chinos que habían trabajado como marineros mercantes quedarse en el Reino Unido. El Gobierno británico y las empresas de transportes conspiraron para repatriar forzosamente a miles de marineros chinos, que dejaron atrás a sus mujeres británicas y a sus hijos mestizos.
En 2006, más de cincuenta años después, se erigió en el Pier Head de Liverpool una placa conmemorativa en recuerdo de aquellos marineros chinos.

### Después de la Segunda Guerra Mundial
En los años cincuenta, fueron sustituidos por una población china en rápido crecimiento procedente de las zonas rurales de los Nuevos Territorios de Hong Kong. Abriendo restaurantes por todo el Reino Unido, establecieron firmes cadenas migratorias y pronto dominaron la presencia china en el Reino Unido. En los años sesenta y setenta, se les unieron cada vez más estudiantes chinos y emigrantes económicos de Malasia y Singapur.
La inmigración china en el Reino Unido siguió estando dominada por estos grupos hasta los años ochenta, cuando el mejor nivel de vida y la urbanización de Hong Kong, Singapur y Malasia redujo gradualmente el volumen de inmigrantes de las antiguas colonias británicas. Al mismo tiempo, en los años ochenta, la cantidad de estudiantes y emigrantes cualificados de la República Popular China empezó a aumentar. Desde principios de los noventa, el Reino Unido también ha presenciado una creciente afluencia de inmigrantes económicos procedentes de zonas de China sin ningún vínculo migratorio previo con el Reino Unido, o incluso con otros lugares de Europa. Un número relativamente pequeño de chinos entra legalmente en el Reino Unido como inmigrantes cualificados. Sin embargo, la mayoría de los inmigrantes llegan para trabajar en empleos no cualificados, al principio exclusivamente en el sector étnico chino (restauración, tiendas chinas y empresas mayoristas), pero cada vez más también en empleos fuera de este sector (por ejemplo, en la agricultura y la construcción). Los inmigrantes que entran en el Reino Unido en busca de empleo no cualificado proceden tanto del medio rural como del urbano. Al principio, los emigrantes de Fujian eran el flujo dominante, pero más recientemente también han llegado al Reino Unido cada vez más emigrantes de China del Noreste. En la actualidad, los inmigrantes suelen proceder de un número cada vez mayor de regiones de origen en China. Algunos inmigrantes chinos no cualificados entran ilegalmente para trabajar en la economía sumergida, en empleos peligrosos y sin derechos laborales, como demostró la tragedia de Morecambe Bay en febrero de 2004. Algunos solicitan asilo en el país, evitando la deportación tras agotar sus recursos.
En julio de 2020, tras la implementación china de nuevas leyes de seguridad en Hong Kong, el Reino Unido ofreció una vía de residencia a los nacionales británicos (de ultramar) en Hong Kong, la mayoría de etnia china. A fecha del primer trimestre de 2024, los hongkoneses y sus familiares a cargo han presentado más de 173 500 solicitudes para la vía de inmigración BN(O); se han concedido más de 164 900 visados y han llegado unas 144 400 personas.

## Demografía
| Región/Nación                | 2021     | 2021   | 2011     | 2011   | 2001     | 2001   | 1991     | 1991   |
| Región/Nación                | Cantidad | %      | Cantidad | %      | Cantidad | %      | Cantidad | %      |
| ---------------------------- | -------- | ------ | -------- | ------ | -------- | ------ | -------- | ------ |
| Inglaterra                   | 431 165  | 0,76 % | 379 503  | 0,72 % | 220 681  | 0,45 % | 141 661  | 0,30 % |
| —Gran Londres                | 147 520  | 1,68 % | 124 250  | 1,52 % | 80 201   | 1,12 % | 56 579   | 0,85 % |
| —Sudeste                     | 64 329   | 0,69 % | 53 061   | 0,61 % | 33 089   | 0,41 % | 18 226   | 0,24 % |
| —Noroeste                    | 54 051   | 0,73 % | 48 049   | 0,68 % | 26 887   | 0,40 % | 17 803   | 0,26 % |
| —Este                        | 38 444   | 0,61 % | 33 503   | 0,57 % | 20 385   | 0,38 % | 12 494   | 0,25 % |
| —Tierras Medias Occidentales | 33 301   | 0,56 % | 31 274   | 0,56 % | 16 099   | 0,31 % | 9588     | 0,19 % |
| —Yorkshire y Humber          | 29 589   | 0,54 % | 28 435   | 0,54 % | 12 340   | 0,25 % | 8177     | 0,17 % |
| —Sudoeste                    | 26 516   | 0,47 % | 22 243   | 0,42 % | 12 722   | 0,26 % | 6687     | 0,15 % |
| —Tierras Medias Orientales   | 22 973   | 0,47 % | 24 404   | 0,54 % | 12 910   | 0,31 % | 7588     | 0,19 % |
| —Nordeste                    | 14 442   | 0,55 % | 14 284   | 0,55 % | 6048     | 0,24 % | 4519     | 0,18 % |
| Escocia                      | 47 075   | 0,87 % | 33 706   | 0,64 % | 16 310   | 0,32 % | 10 476   | 0,21 % |
| Gales                        | 14 454   | 0,47 % | 13 638   | 0,45 % | 6267     | 0,22 % | 4801     | 0,17 % |
| Irlanda del Norte            | 9495     | 0,50 % | 6303     | 0,35 % | 4145     | 0,25 % | —        | —      |
| Reino Unido                  | 502 216  | 0,75 % | 433 150  | 0,69 % | 247 403  | 0,42 % | 156 938  | 0,29 % |

### Población

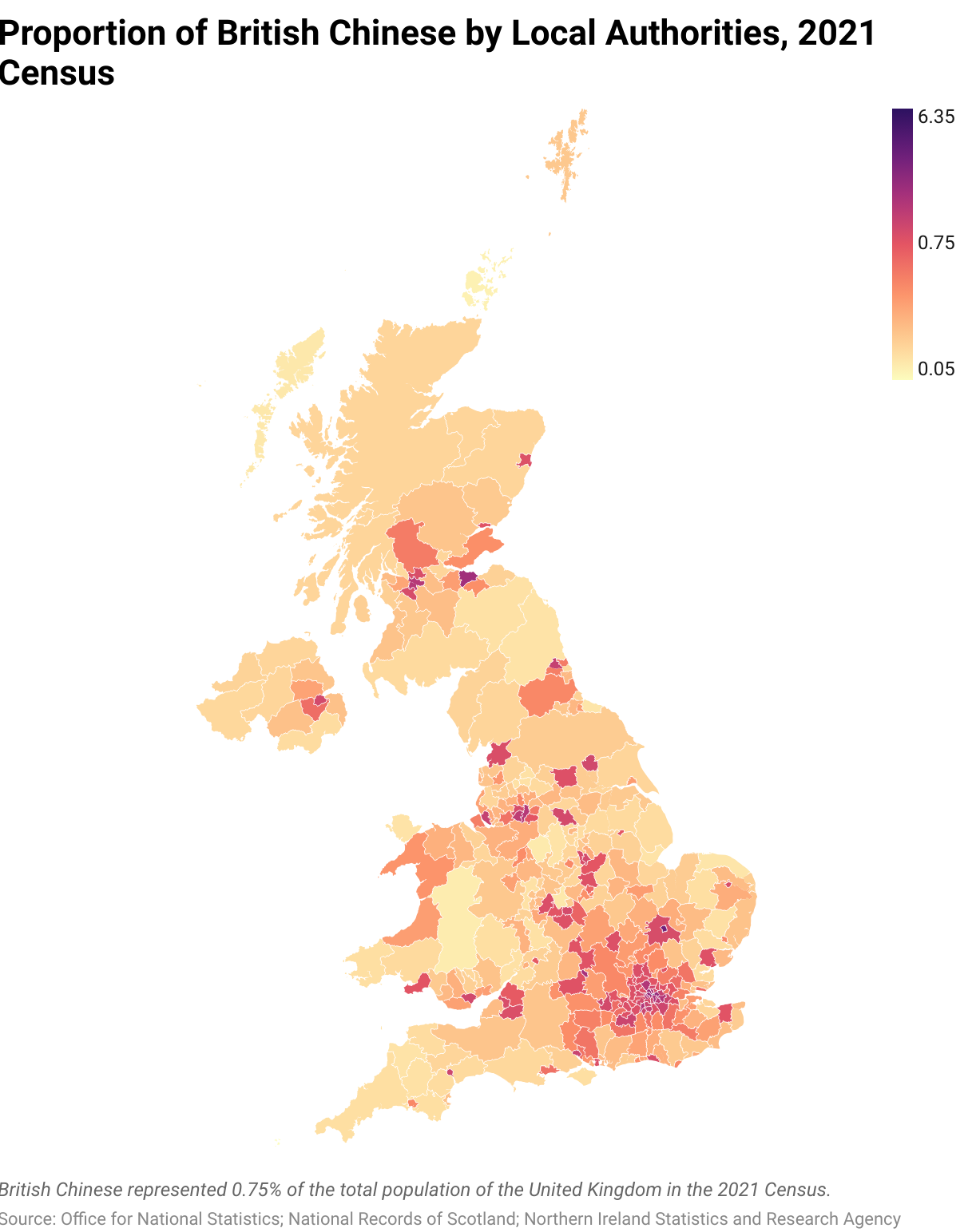
Distribución de sinobritánicos por autoridad local, censo de 2021

Pirámide de población de asiáticos o sinobritánicos en 2021 (en Inglaterra y Gales)

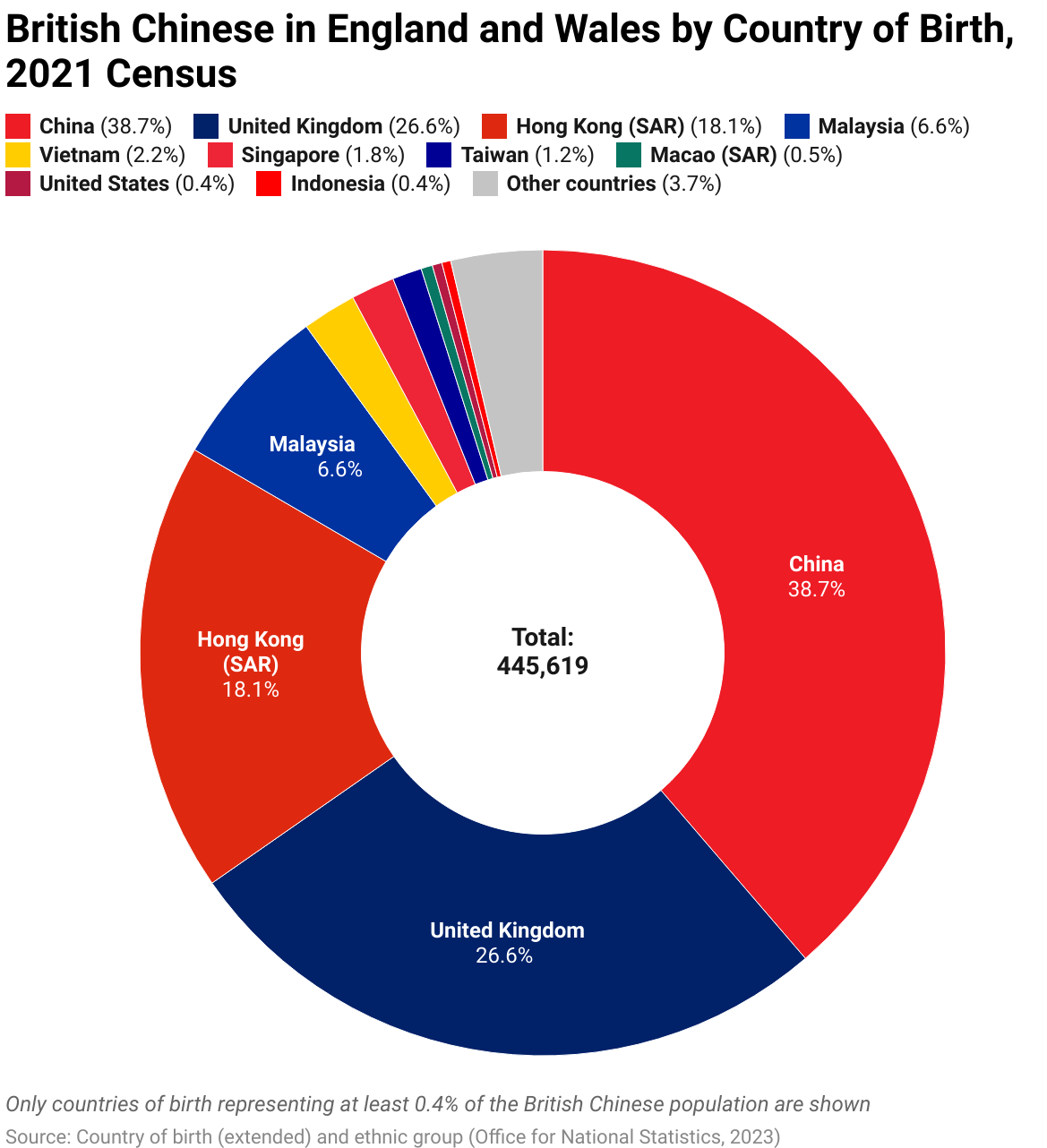
País de nacimiento (censo de 2021, Inglatera y Gales)

El censo del Reino Unido de 2021 registró una población de 502 216 personas, o el 0,8 % de la población. Si se divide por nación, Inglaterra registró 431 188 (0,8 %) personas, Gales registró 14 158 (0,5 %) e Irlanda del Norte registró 9495 (0,5 %). El censo equivalente se registró un año después en Escocia con una población de 47 075 personas, o el 0,9 % de la población. Las cinco autoridades locales con la mayor proporción de sinobritánicos fueron Londres (6,35 %), Cambridge (4,37 %), Tower Hamlets (3,31 %), Westminster (3,24 %) y Camden (3,20 %). Las tres capitales de los otros países constituyentes del Reino Unido tuvieron la mayor proporción de sinobritánicos en sus respectivas naciones con Edimburgo en un 2,93 %, Cardiff en un 1,38 % y Belfast en un 1,37 %.
Según el censo del Reino Unido de 2011, la población sinobritánica ascendía a 433 150, o el 0,7 % de la población, 393 141 en Inglaterra y Gales (0,7 % de la población). 33 706 en Escocia (0,64 % de la población) y 6303 en Irlanda del Norte (0,35 % de la población). En comparación con la mayoría de minorías étnicas el Reino Unido, los sinobritánicos tienden a estar más dispersos geográficamente. Sin embargo, hay una cantidad considerable de sinobritánicos en el Gran Londres (124 250), repartidos por varios de sus municipios; las cuatro ciudades siguientes con mayor población de sinobritánicos son Mánchester (13 539), Birmingham (12 712), Glasgow (10 689) y Edimburgo (8076) En Gales, la ciudad con más sinobritánicos fue Cardiff (4168) y, en Irlanda del Norte, fue Belfast (2378) En Inglaterra y Gales, un 23,7 % de los sinobritánicos nació en el Reino Unido, mientras que más de la mitad (55,3 %) nacieron en Asia Oriental y un 13,4 % nacieron en el Sudeste Asiático.
| Autoridad local         | Población | Porcentaje |
| ----------------------- | --------- | ---------- |
| Edimburgo               | 15 076    | 2,9 %      |
| Glasgow                 | 14 300    | 2,3 %      |
| Mánchester              | 12 644    | 2,3 %      |
| Birmingham              | 12 487    | 1,1 %      |
| Surrey                  | 11 034    | 0,9 %      |
| Tower Hamlets (Londres) | 10 279    | 3,3 %      |
| Cambridgeshire          | 9594      | 1,4 %      |
| Barnet, Londres         | 9434      | 2,4 %      |
| Hertfordshire           | 8950      | 0,7 %      |
| Liverpool               | 8841      | 2,0 %      |
| Southwark (Londres)     | 8405      | 2,7 %      |
| Oxfordshire             | 8249      | 1,1 %      |
| Leeds                   | 8117      | 1,0 %      |
| Kent                    | 7656      | 0,5 %      |
| Essex                   | 7612      | 0,5 %      |

### Lengua
El chino yue, que incluye el cantonés y las lenguas siyi, es hablado por 300 000 británicos como primera lengua, mientras que 12 000 británicos hablan chino mandarín y 10 000 hablan chino hakka. Se desconoce la proporción de sinobritánicos que hablan inglés como primera o segunda lengua.

### Religión
|                  | Inglaterra y Gales | Inglaterra y Gales | Escocia | Irlanda del Norte | Irlanda del Norte |
| 2011             | 2021               | 2011               | 2011    | 2021              |                   |
| ---------------- | ------------------ | ------------------ | ------- | ----------------- | ----------------- |
| Ninguna religión | 55,6 %             | 62,4 %             | 68,6 %  | 73,9 %            | 71,8 %            |
| Cristianismo     | 19,6 %             | 17,3 %             | 12,2 %  | 14,7 %            | 15,8 %            |
| Islam            | 2 %                | 0,4 %              | 1 %     | 5,9 %             | 0,1 %             |
| Budismo          | 12,6 %             | 9,5 %              | 9,9 %   | 5,9 %             | 4,3 %             |
| Otra             | 1,5 %              | 0,6 %              | 1,3 %   | 5,9 %             | 4,3 %             |
| No indicada      | 8,7 %              | 9,8 %              | 7 %     | 5,5 %             | 7,9 %             |

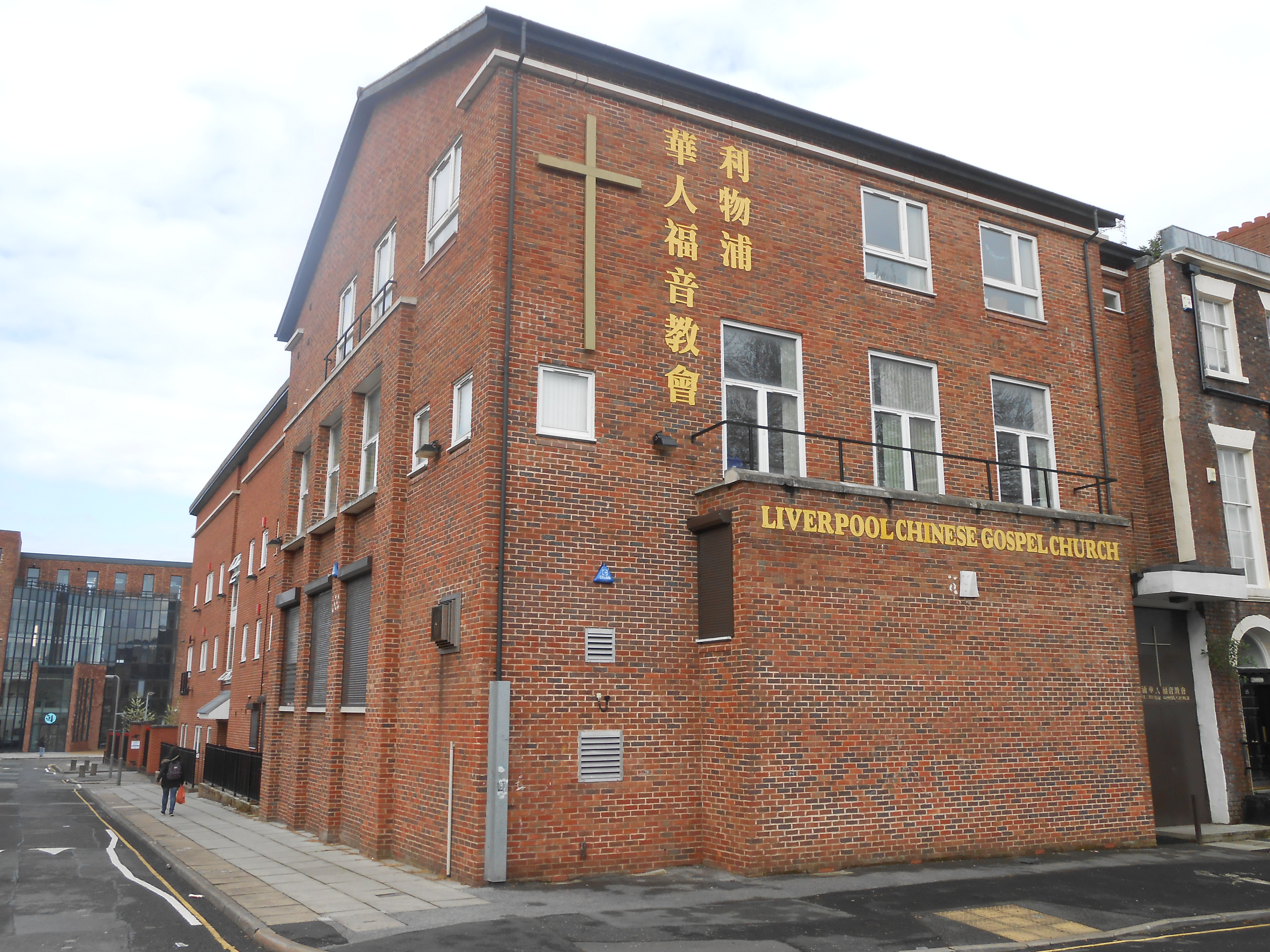
Chinese Gospel Church en Liverpool

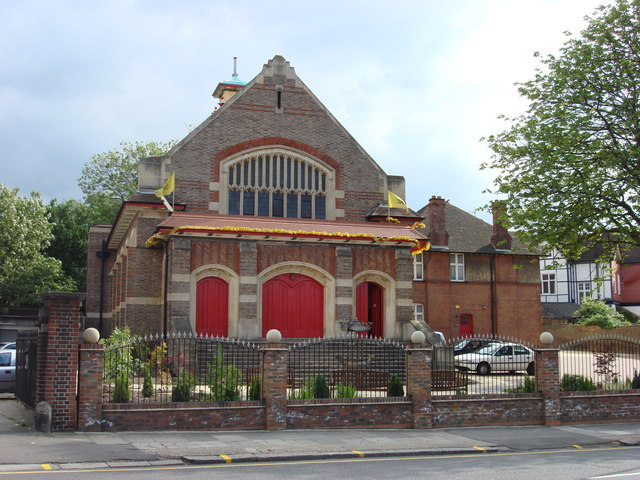
Un templo de la True Awakening Tradition of Buddhism en el barrio londinense de Brent.

El censo de 2011 reveló que los sinobritánicos eran el grupo étnico minoritario menos religioso del Reino Unido, ya que más de la mitad no se identificaba con ninguna tradición religiosa.
La mayor afiliación religiosa es a diversas formas del cristianismo. Mientras que el censo de Inglaterra y Gales de 2011 tiene una única categoría «Christian», está más desgranada en Escocia (25 % católicos, 26 % de la Iglesia de Escocia y 49 % protestantes). y en Irlanda del Norte (32 % católicos, 18 % presbiterianos, 10 % de la Iglesia de Irlanda, 3 % metodistas y 35 % protestantes) El número de protestantes incluye el aumento de las iglesias sinobritánicas independientes.
Las siguientes mayores afiliaciones religiosas son el budismo y el islam. Sin embargo, Irlanda del Norte no incluyó datos sobre el budismo o el islam en 2011, pero incluyó el islam en 2021.

## Comunidad

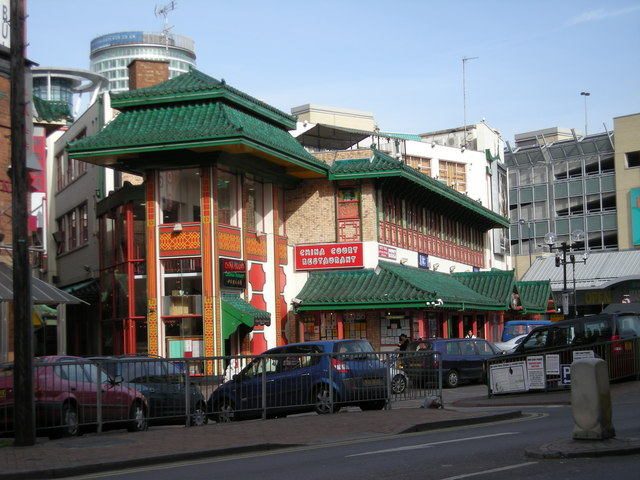
Barrio chino en Birmingham

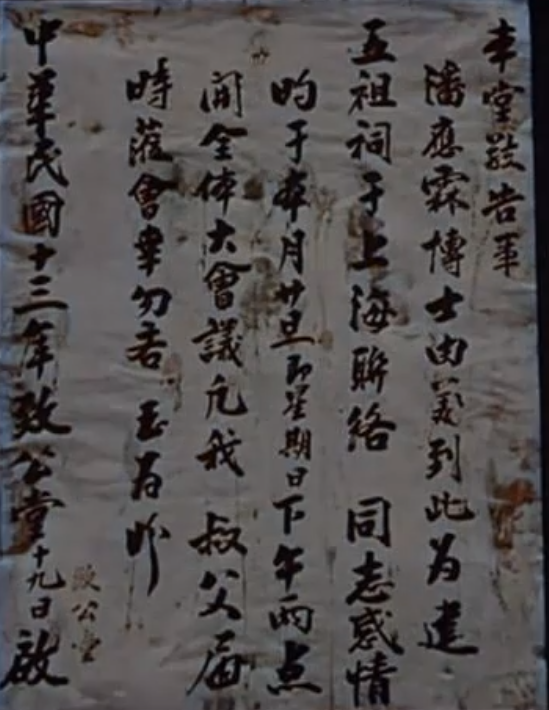
Cartel en chino en el que se convoca a una reunión a un doctor visitante, el Dr. Pan, que estaba allí para construir una sala ancestral. Limehouse, Londres, 1924.

Históricamente, los barrios chinos británicos tuvieron su origen como enclaves de comunidades chinas y se pueden encontrar en muchas grandes ciudades, como Londres, Birmingham, Mánchester, Liverpool, Newcastle, Sheffield y Aberdeen. Hoy en día, en los barrios chinos viven pocos chinos, y se han convertido en atractivos turísticos donde predominan los restaurantes y negocios chinos.
Existen varias organizaciones en el Reino Unido que apoyan a la comunidad china. Chinese Community Centre es una organización sin ánimo de lucro que realiza eventos sociales para la comunidad china. Dimsum es una organización mediática que también pretende concienciar a la gente sobre los problemas culturales a los que se enfrenta la comunidad china. Chinese Information and Advice Centre apoya a las personas desamparadas de origen étnico chino en el Reino Unido.
Desde 2000, la aparición de foros en Internet producidos por jóvenes sinobritánicos ha proporcionado un foro importante para que muchos de ellos se planteen cuestiones relativas a sus identidades, experiencias y estatus en el Reino Unido. En estos foros online y en iniciativas comunitarias más amplias, los grupos pueden autoidentificarse como «British-born Chinese» («chinos nacidos en el Reino Unido») o «BBC».

### Londres

Población china en Londres (censo de 2011)

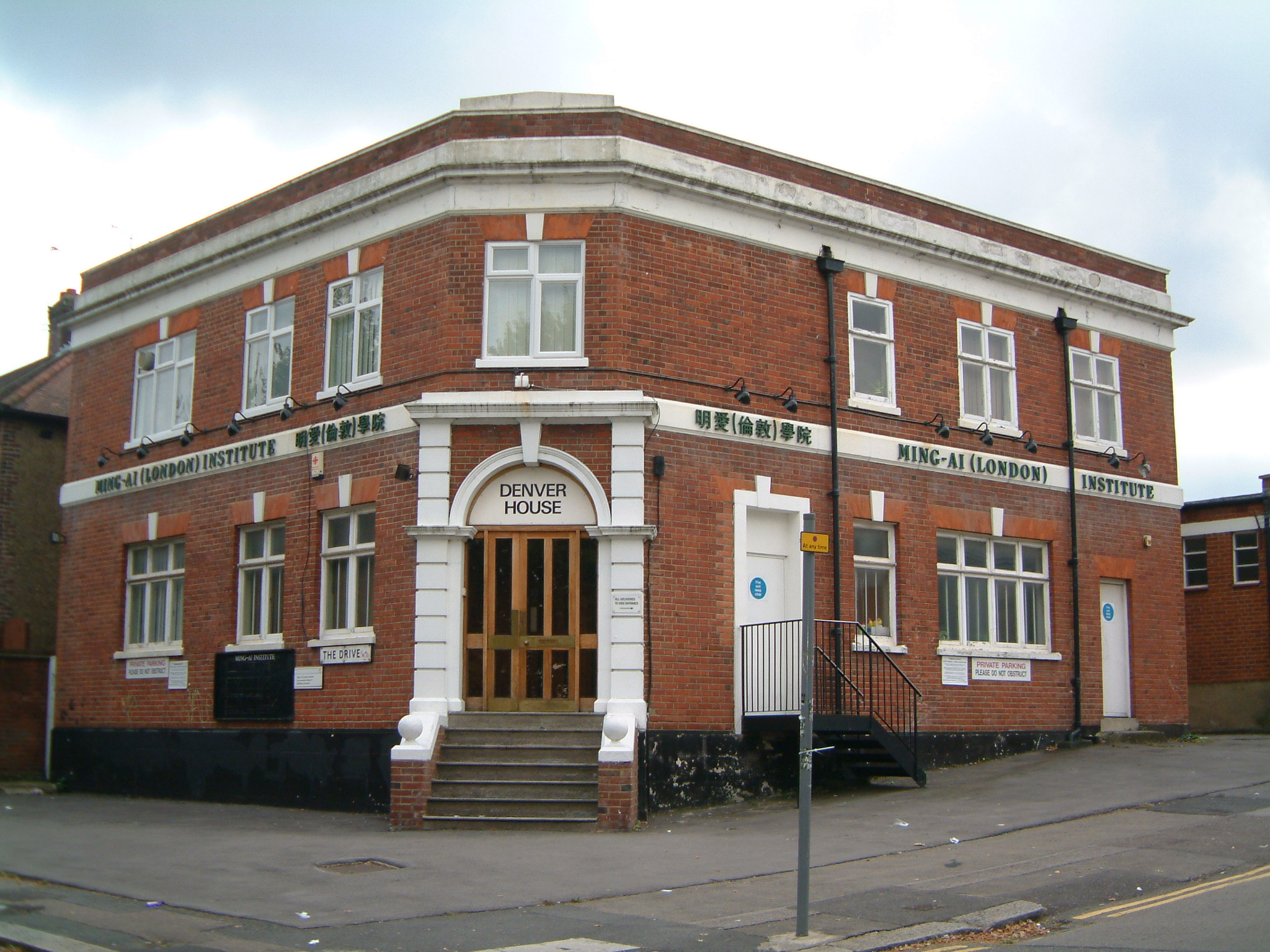
Denver House Bounds Green

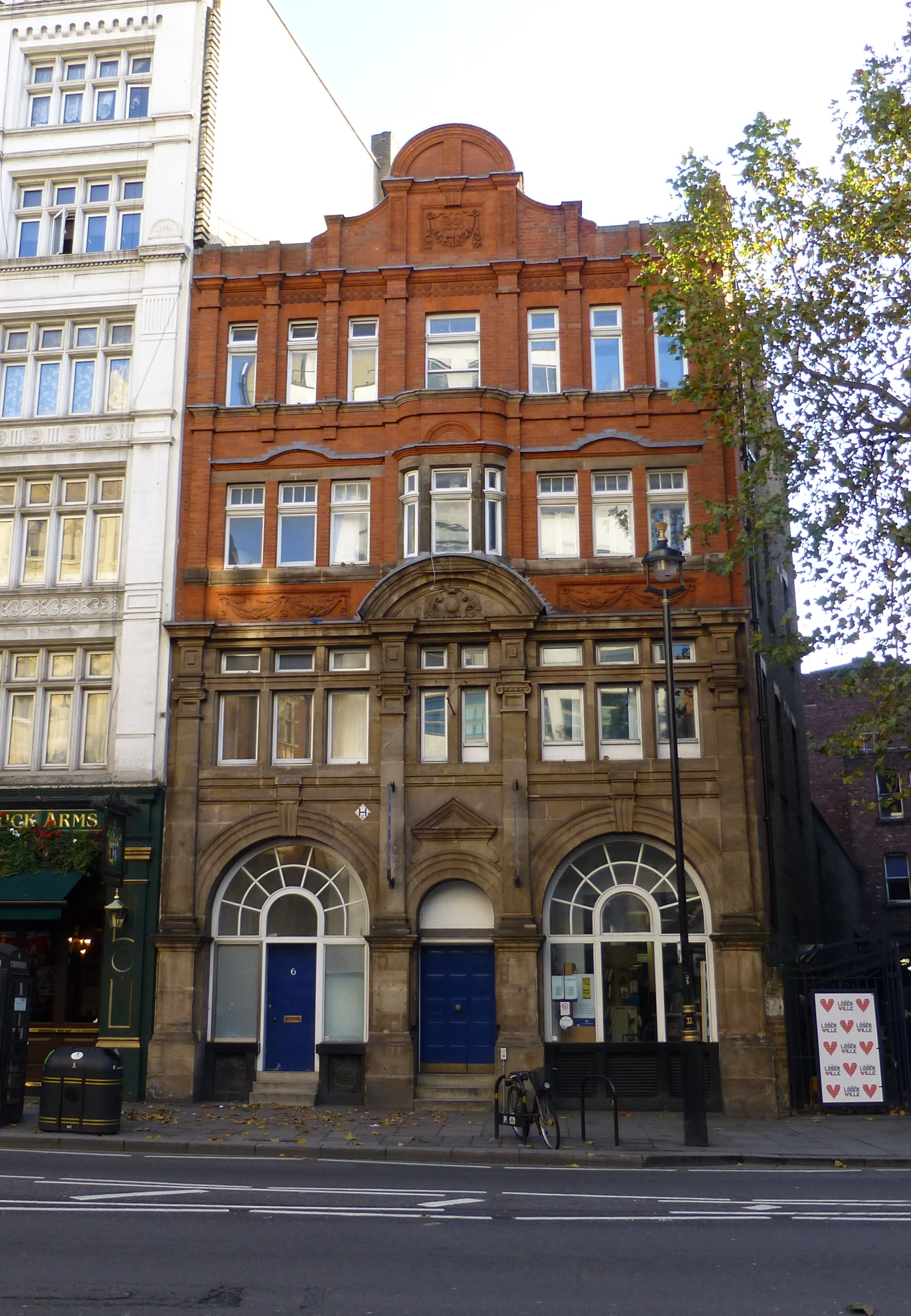
Charing Cross Library

Según Rob Lewis, demógrafo superior de la autoridad de Gran Londres, la población china está sumamente dispersa: «La razón de su dispersión por todo Londres se debe a la idea de que conviene montar un restaurante chino que esté un poco alejado del siguiente». Según el censo de 2011, Gran Londres contaba con 124 250 sinobritánicos, que representaban el 1,5 % de la población total.
Hay centros comunitarios chinos en Chinatown, Kensington y Chelsea, Southwark, Westminster, Camden, Greenwich, Lewisham y Tower Hamlets. Entre las organizaciones más importantes se encuentran London Chinese Community Centre, London Chinatown Chinese Association y London Chinese Cultural Centre.[cita requerida]
La Westminster Chinese Library, basada en la Charing Cross Library, alberga una de las mayores colecciones de material chino en bibliotecas públicas británicas. Cuenta con una colección de más de 50 000 libros chinos disponibles para préstamo y consulta de los lectores locales de chino; préstamo de casetes de música, CD y películas de vídeo; información comunitaria y consultas generales; un servicio nacional de suscripción de libros chinos y eventos chinos organizados periódicamente. La biblioteca también celebró una exposición fotográfica en 2013 como parte del proyecto British Chinese Heritage, con fotografías e historias de trabajadores chinos.
Con sede en Denver House (Bounds Green), el Ming-AI (London) Institute ha llevado a cabo una serie de proyectos patrimoniales y comunitarios para registrar y archivar las contribuciones aportadas por el pueblo sinobritánico a las comunidades locales del Reino Unido.
Se celebra el Año Nuevo chino en Londres desde los años sesenta. Estas celebraciones son famosas por sus desfiles coloridos, sus fuegos artificiales y sus bailes callejeros. Otras actividades son un espectáculo familiar en Trafalgar Square con danzas del dragón y el león y arte chino tradicional y contemporáneo a cargo de artistas de Londres y China. Hay fuegos artificiales en Leicester Square, así como puestos culturales, comida, decoraciones y exhibiciones de la danza del león durante todo el día en el barrio chino de Londres. Debido a la pandemia de COVID-19, las celebraciones del Año Nuevo chino en Londres en 2021 se realizaron en Internet.
El London Dragon Boat Festival se celebra anualmente en junio en el London Regatta Centre (Royal Albert Docks). Lo organiza el London Chinatown Lions Club.
También se celebran anualmente en Londres los British Chinese Food Awards, que promueven el espíritu emprendedor, el talento y la comida china en todo el Reino Unido.

## Racismo
Michael Wilkes, del British Chinese Project, dijo que el racismo hacia los sinobritánicos no se toma tan en serio como el racismo hacia los africanos, afrocaribeños o surasiáticos, y que muchos ataques racistas contra la comunidad china no son denunciados, sobre todo debido a la desconfianza general en la Policía.

### Trabajadores chinos

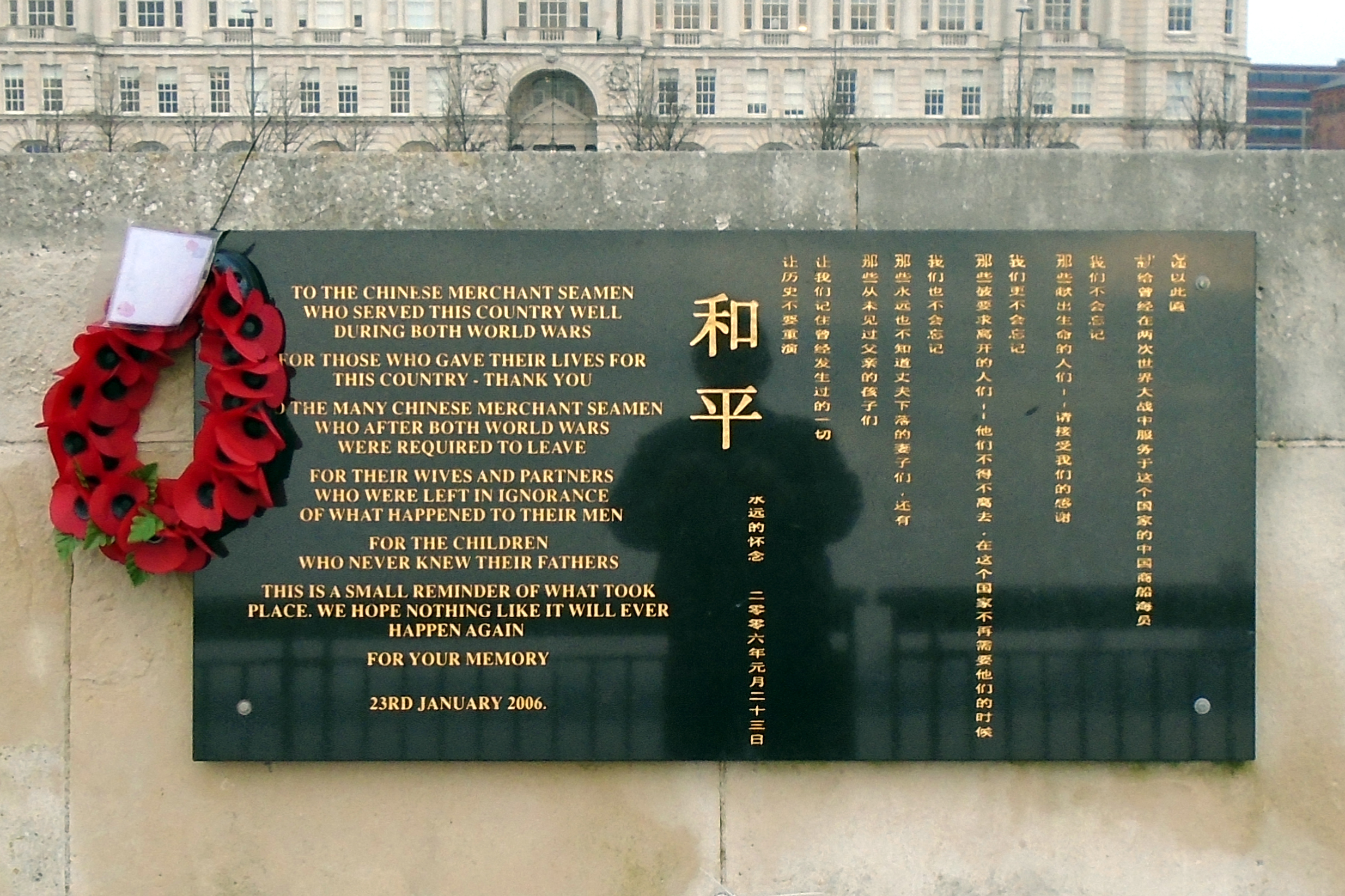
Placa en memoria de los marineros mercantes chinos, Pier Head de Liverpool

Desde mediados del siglo XIX, los chinos eran vistos como mano de obra barata para la construcción del Imperio británico. Sin embargo, esto se traducía en animadversión contra los trabajadores chinos, que competían por los puestos de trabajo británicos. Se produjeron hostilidades cuando se contrató a chinos para trabajar en la colonia británica de Transvaal (actual Sudáfrica), lo que dio lugar a 28 disturbios entre julio de 1904 y julio de 1905, y más tarde se convirtió en un punto clave de debate en el marco de las elecciones generales del Reino Unido de 1906. También sería el origen de la huelga de marineros de 1911 en Cardiff, que provocó disturbios y la destrucción de una treintena de lavanderías chinas.
Aunque se reclutó a chinos para apoyar los esfuerzos bélicos británicos, tras el final de la Segunda Guerra Mundial, el Gobierno británico trató de repatriar por la fuerza a miles de marineros en la política del Ministerio del Interior HO 213/926 de «Repatriación obligatoria de marineros chinos indeseables». Muchos de los marineros dejaron esposas e hijos mestizos que nunca volverían a ver. También se ha creado una red para las familias de los marineros chinos repatriados tras la Segunda Guerra Mundial.

### Brote de fiebre aftosa de 2001
Los informes gubernamentales de principios de 2001 señalaron el contrabando de carne ilegal como posible origen del brote de fiebre aftosa de 2001 en el Reino Unido, parte de la cual iba destinada a un restaurante chino. Según los informes, esto provocó una caída del 40 % del comercio para los negocios de restauración chinos a lo largo de unos 12 000 locales chinos de comida para llevar y 3000 restaurantes chinos en el Reino Unido, que constituían alrededor del 80 % de la mano de obra sinobritánica en ese momento. Los líderes de la comunidad lo consideraron racista y xenófobo, y culparon a la comunidad china británica de la propagación de la enfermedad.

### Pandemia de COVID-19
El 12 de febrero de 2020, Sky News informó de que algunos sinobritánicos estaban recibiendo niveles cada vez mayores de abuso racista durante la pandemia de COVID-19. Se constató que los delitos de odio contra los sinobritánicos entre enero y marzo de 2020 triplicaron la cantidad de delitos de odio de los dos años anteriores en el Reino Unido. Según la Policía Metropolitana de Londres, entre enero y junio de 2020, se cometieron 457 delitos raciales contra los surasiáticos y los asiáticos del Sudeste en el Reino Unido.
Las agresiones verbales han sido una de las formas más comunes de racismo sufridas por los sinobritánicos. Justo antes de la cuarentena en febrero de 2020, los niños sinobritánicos recuerdan experiencias de miedo y frustración debido al acoso y los insultos en sus escuelas. Según una encuesta de junio de 2020, el 76 % de los sinobritánicos había recibido insultos racistas al menos una vez, y el 50 % los recibía regularmente, una frecuencia significativamente mayor que la experimentada por cualquier otra minoría racial.
El racismo durante la pandemia también ha afectado a varios negocios chinos, especialmente en el mundo de la restauración, así como un aumento de los ataques violentos contra los surasiáticos y los asiáticos del Sudeste en el Reino Unido.
Los sinobritánicos han buscado formas de apoyarse mutuamente, sobre todo en respuesta al racismo propiciado por la pandemia. Se formó un movimiento político comunitario conocido como Britain's East and Southeast Asian Network para promover la representación positiva de la comunidad en el Reino Unido. Los grupos religiosos también han ofrecido una fuente de solidaridad, por ejemplo a través de las iglesias sinobritánicas y las iglesias mayoritarias como la Iglesia de Inglaterra, esta última a través del grupo The Teahouse.

## Socioeconomía
Desde la inmigración relativamente elevada de los años sesenta, la comunidad china ha realizado rápidos avances socioeconómicos en el Reino Unido en el transcurso de una generación. Sin embargo, los chinos aún están segregados en el mercado laboral, con una gran proporción de chinos empleados en la industria china de la restauración. En general, como grupo demográfico, los sinobritánicos están bien formados y tienen los mayores récords de logros académicos, son los que menos probabilidad tienen de recibir ayudas del Gobierno (inclusive viviendas públicas) y perciben mayores ingresos en comparación con otros grupos demográficos del Reino Unido. Los sinobritánicos también salen bien parados en muchos indicadores socioeconómicos, ya que cuentan con la menor tasa de detenciones y encarcelamientos, la menor tasa de expulsiones de la escuela, mayores proporciones en empleos socioeconómicos altos y mayores índices de salud. Pese a esto, los chinos son una de las etnias del Reino Unido con más probabilidades de sufrir racismo y discriminación de frente. También tienen tasas más bajas de propiedad de la vivienda y son los segundos menos ricos de los principales grupos étnicos británicos. En el período de tres años hasta 2022/23, el 45 % de los niños de hogares pertenecientes a un grupo étnico chino se encontraban en situación de pobreza infantil después de los costes de la vivienda.

### Educación
La comunidad sinobritánica da un valor excepcionalmente elevado a los logros educativos posteriores a la secundaria, hace hincapié en el esfuerzo por encima de la capacidad innata, ofrece a sus hijos clases particulares complementarias independientemente de las barreras económicas y restringe la exposición de sus hijos a influencias contraproducentes que podrían obstaculizar los logros educativos a través del paradigma confuciano y la única creencia de una mayor movilidad social. La proporción de que un sinobritánico consiga cinco o más GCSE buenos era de un relativamente elevado 70 %. Según el censo de 2001, el 30 % de la población sinobritánica mayor de 16 años eran estudiantes a tiempo completo en comparación con la media británica del 8 %. En cuanto a la distinguida categoría de ser reconocidos como los «inmigrantes del parangón», los sinobritánicos también tienen más probabilidades de cursar asignaturas de matemáticas y ciencias intensivas, como física y cálculo. Un estudio realizado por la Royal Society of Chemistry and Institute of Physics reveló que los estudiantes sinobritánicos tenían cuatro veces más probabilidades que los estudiantes blancos o negros del Reino Unido de obtener tres o más A-levels de ciencias. A pesar de las barreras lingüísticas, entre los inmigrantes chinos recientes en el Reino Unido (que no tienen el inglés como lengua materna), el 86 % de los preadolescentes alcanzaron el nivel de inglés exigido en el examen del plan de estudios nacional. El resultado global del 86 % fue un punto porcentual superior al de los indios británicos y siguió siendo la tasa más alta de todos los grupos étnicos del Reino Unido.
La comunidad sinobritánica ha sido aclamada como una «historia de éxito» socioeconómico por los sociólogos británicos, que durante años han pasado por alto las dificultades y desigualdades socioeconómicas entre los principales grupos étnicos del Reino Unido. Sin embargo, el grado de ventajas educativas varía mucho: las minorías de ascendencia europea son las que mejor salen paradas, junto con los sinobritánicos. Este grupo cuenta con más miembros bien formados, con una proporción mucho mayor de licenciados universitarios que los blancos nacidos en el Reino Unido. Estos últimos no han sido desdeñables: las investigaciones han demostrado que los chinos como grupo se enfrentan tanto a la discriminación como a problemas de acceso a los servicios públicos y sociales. Muchos han activado estereotipos mal concebidos de los chinos como grupo étnico colectivista, conformista, emprendedor y conforme a los valores confucianos, lo que supone una divergencia de la cultura sinobritánica y la construcción de la identidad étnica. El nivel educativo se ve muy favorecido por el razonamiento de los padres, ya que la comunidad sinobritánica considera la educación superior como una vía para asegurarse un puesto de trabajo de alto rango.
Según un estudio realiado por la Escuela de Economía de Londres en 2010, los sinobritánicos tienden a estar mejor formados y a ganar más que la población británica general. También es más probable que los sinobritánicos vayan a universidades más prestigiosas o que obtengan títulos de categoría superior que cualquier otra minoría étnica del Reino Unido. Casi el 45 % de los hombres sinobritánicos y más de un tercio de las mujeres sinobritánicas han obtenido un grado universitario o un título de posgrado. Entre 1995 y 1997, el 29 % de los sinobritánicos tenía estudios superiores. Esta fue la tasa más alta para cualquier grupo étnico durante esos dos años. Entre 2006 y 2008, la cifra aumentó al 45 %, donde de nuevo seguía siendo la más alta para cualquier grupo étnico. En cuanto al rendimiento educativo en la enseñanza secundaria, los niños y niñas chinos se sitúan muy por encima de la media nacional. Una décima parte de los niños chinos se sitúan en el 3 % superior de la clasificación general, y una décima parte de las niñas chinas en el 1 % superior. Debido al riguroso sistema educativo de primaria y secundaria de países de Asia Oriental como China, Hong Kong y Taiwán, los británicos de ascendencia china, hongkonesa y taiwanesa se sitúan entre los cinco primeros en las pruebas británicas e internacionales de aptitud matemática y científica, y suelen obtener mejores notas en estas materias que la media de la población general. Los sinobritánicos siguen siendo escasos en la mayoría de los tipos de necesidades educativas especiales en la enseñanza primaria y secundaria, excepto en las necesidades de habla, lenguaje y comunicación, donde los alumnos chinos de primera generación están muy sobrerrepresentados con la afluencia de inmigrantes de primera generación procedentes de la China continental, Taiwán y Hong Kong.
Según las estadísticas del Departamento de Educación del año académico 2021–22, los alumnos sinobritánicos de Inglaterra obtuvieron los mejores resultados académicos tanto en el A-level como en los GCSE. El 36,8 % de los alumnos sinobritánicos obtuvo al menos 3 sobresalientes en el A-level y se alcanzó una nota media de 66,1 en el nivel 8 de los GCSE. Trevor Phillips, antiguo presidente de la Comisión de Igualdad y Derechos Humanos, ha afirmado que los alumnos de ascendencia china e india alcanzan altos niveles de rendimiento académico independientemente de la escuela a la que asistan o de los niveles de pobreza. Los alumnos sinobritánicos que reciben comidas gratuitas en la escuela, un indicador del estatus socioeconómico, superan por término medio a todos los demás grupos étnicos, incluidos los de estatus socioeconómico más alto (que no reciben comidas gratuitas en la escuela).
| Porcentaje de estudiantes que consiguen al menos 3 sobresalientes en el A-level (2021/22) | Porcentaje de estudiantes que consiguen al menos 3 sobresalientes en el A-level (2021/22) |
| Grupo étnico                                                                              | %                                                                                         |
| ----------------------------------------------------------------------------------------- | ----------------------------------------------------------------------------------------- |
| Chinos                                                                                    | 36,8                                                                                      |
| Indios                                                                                    | 28,4                                                                                      |
| Todos los grupos étnicos (media)                                                          | 23,1                                                                                      |
| Mestizos                                                                                  | 21,1                                                                                      |
| Blancos                                                                                   | 20,7                                                                                      |
| Bangladesíes                                                                              | 16,5                                                                                      |
| Pakistaníes                                                                               | 15,8                                                                                      |
| Negros                                                                                    | 12,3                                                                                      |
| Gitanos/Romaníes                                                                          | 2,2                                                                                       |

| Nota media del nivel 8 de los GCSE (sobre 90,0) (2021/22) | Nota media del nivel 8 de los GCSE (sobre 90,0) (2021/22) |
| Grupo étnico                                              | %                                                         |
| --------------------------------------------------------- | --------------------------------------------------------- |
| Chinos                                                    | 66,1                                                      |
| Indios                                                    | 61,3                                                      |
| Bangladesíes                                              | 54,4                                                      |
| Mestizos                                                  | 49,4                                                      |
| Pakistaníes                                               | 49,1                                                      |
| Todos los grupos étnicos (media)                          | 48,8                                                      |
| Negros                                                    | 48,6                                                      |
| Blancos                                                   | 47,8                                                      |
| Gitanos/Romaníes                                          | 21,0                                                      |

| Porcentaje de alumnos que obtienen una calificación de 5 o superior en inglés y matemáticas GCSE (2021/22) | Porcentaje de alumnos que obtienen una calificación de 5 o superior en inglés y matemáticas GCSE (2021/22) |
| Grupo étnico                                                                                               | % |
| --- | --- |
| Chinos | 80,0 |
| Indios | 73,0 |
| Bangladesíes                                                                                               | 62,1 |
| Pakistaníes                                                                                                | 51,2 |
| Mestizos                                                                                                   | 49,9 |
| Todos los grupos étnicos (media)                                                                           | 49,8 |
| Negros | 49,4 |
| Blancos | 47,9 |
| Gitanos/Romaníes                                                                                           | 8,5 |

### Empleo
Los ciudadanos británicos de origen chino de primera generación siguen estando sobrerrepresentados en el trabajo por cuenta propia; sin embargo, las tasas de empleo por cuenta propia descendieron entre 1991 y 2001, ya que los sinobritánicos de segunda generación optaron por no seguir a sus padres en el mundo empresarial y, en su lugar, optar por encontrar empleo en el mercado laboral remunerado. Los hombres sinobritánicos de primera y segunda generación tienen una de las tasas de desempleo más bajas de la nación, con una tasa de desempleo del 4,08 % y del 4,32 %, en comparación con cifras ligeramente superiores del 5 % para los irlandeses blancos (de primera y segunda generación). La segregación vertical también es evidente para hombres y mujeres de la comunidad sinobritánica. Los hombres sinobritánicos tienen el doble de probabilidades de trabajar que los hombres británicos blancos en empleos profesionales (27 % y 14 % respectivamente). Los hombres chinos ocupan el tercer lugar en cuanto a empleo en puestos directivos, con un 31 %, en comparación con el 45 % de los hombres indios, el 35 % de los hombres blancos y el 23 % de los caribeños negros.[cita requerida]
El índice de diversidad en el trabajo por cuenta propia británico y el espíritu empresarial en la comunidad sinobritánica ha sido considerablemente alto. Los grupos británicos de Asia Oriental (chinos, japoneses, surcoreanos) y los grupos británicos de Asia Meridional (indios, bangladesíes y pakistaníes) suelen tener tasas de trabajo por cuenta propia más altas que los blancos, mientras que los grupos negros (negros africanos y negros caribeños) tienen tasas más bajas. Las tasas de trabajo por cuenta propia en la comunidad sinobritánica suelen ser superiores a la media nacional. Por ejemplo, los británicos blancos tenían tasas de trabajo por cuenta propia del 17 % en 2001, pero la tasa de trabajo por cuenta propia de los sinobritánicos era del 28 %, superior a la tasa de los indios británicos del 21 %, a la de los pakistaníes británicos del 27 %, y la más alta en general entre los principales grupos étnicos del Reino Unido. Sin embargo, el trabajo autónomo total descendió entre la década de 1991 y 2001, ya que la proporción de sinobritánicos con estudios superiores creció del 27 % al 43 % entre 1991 y 2006. El 75 % de los empresarios sinobritánicos de sexo masculino trabajaban en los sectores de la distribución, la hostelería y la restauración. En 1991, el 34,1 % de los hombres sinobritánicos y el 20,3 % de las mujeres sinobritánicas eran autónomos y la tasa era la más alta de todos los principales grupos étnicos del Reino Unido en ese año. En Escocia, en 2001, las tasas de trabajo por cuenta propia para los hombres sinobritánicos cayeron a un 27,8 % y a un 18,3 % para las mujeres sinobritánicas, pero las tasas generales seguían siendo las más elevadas de todos los principales grupos étnicos del Reino Unido. La tasa general de trabajo por cuenta propia en 2001 era de un 23 %. Algunas industrias comunes para los sinobritánicos son restaurantes, servicios empresariales, servicios médicos y veterinarios, servicios recreativos y culturales, distribución al por mayor, restauración, hostelería, venta al por menor y construcción. Hacia 2004, el trabajo por cuenta propia de los sinobritánicos en general se situaba justo por debajo del 16 %, ya que uno de cada cinco (21 %) de los pakistaníes británicos trabajaba por cuenta propia y cada vez más sinobritánicos optaban por adquirir cualificaciones superiores a través de la educación. En 2006, el 29 % de los hombres chinos eran autónomos, frente al 17 % de los hombres británicos blancos, y el 18 % de las mujeres chinas, frente al 7 % de las mujeres británicas blancas.

### Economía
Los hombres y mujeres sinobritánicos también ocupan puestos muy altos en cuanto a percibir salarios muy por encima de la mediana nacional. Según un informe de 2009 del National Equality Panel, los hombres sinobritánicos tenían el salario medio más alto de todos los grupos étnicos, con 12,70 libras por hora, seguidos de los hombres británicos blancos, con 11,40 libras, los británicos multirraciales, con 11,30 libras, y los hombres indios británicos, con 11,20 libras. Las mujeres sinobritánicas también tenían una mediana salarial elevada, solo superadas por las mujeres caribeñas negras y las británicas multirraciales, con una mediana salarial de 10,21 libras ganadas por hora. Sin embargo, las mujeres sinobritánicas también tenían más probabilidades de sufrir más penalizaciones salariales que otros grupos étnicos del Reino Unido, a pesar de poseer mayores cualificaciones. En comparación con los varones británicos blancos, las mujeres pakistaníes y bangladesíes tienen la mayor brecha salarial de género, mientras que las mujeres sinobritánicas han revertido la brecha salarial de género. En 2019, los sinobritánicos tenían una mediana de salario de 15,38 libras por hora, solo superados por el grupo irlandés blanco. En 2022, la mediana de salario de los sinobritánicos ascendió a 17,73 libras por hora, un 23 % más que los británicos blancos. A pesar de ello, un estudio de la Resolution Foundation publicado en 2020 ha revelado que este grupo étnico ocupa el penúltimo lugar en cuanto a riqueza neta total media, con 73 500 libras, por detrás de otros blancos (122 800 libras), los bangladesíes británicos (124 700 libras), los caribeños británicos (125 400 libras), los pakistaníes británicos (232 200 libras), los británicos blancos (324 100 libras) y los indios británicos (347 400 libras). En comparación con otras etnias, el grupo ha progresado poco en el aumento de la riqueza neta a lo largo de la década, y es uno de los únicos grupos étnicos en los que la persona media no hereda nada.
Al comparar la renta total entre mujeres de distintos grupos étnicos, un informe de 2010 de la Government Equalities Office mostró que las mujeres sinobritánicas, negras caribeñas y negras africanas tenían los ingresos individuales medios más elevados. Las mujeres sinobritánicas, indias británicas y británicas blancas tenían tenían los ingresos familiares equivalentes medios más elevados. Aunque las mujeres sinobritánicas tenían ingresos individuales y familiares equivalentes elevados, también tenían ingresos muy dispersos. En el periodo de 2016 a 2019, la comunidad sinobritánica tenía el segundo porcentaje más alto de hogares en el quintil de ingresos más alto después de los costes de la vivienda (24 %). En el otro extremo de la escala, el 34 % de la comunidad vivía en hogares clasificados como de ingresos bajos (después de los costes de la vivienda), en comparación con el 22 % de todos los hogares. En el periodo de 2011 a 2014, el 49 % de los sinobritánicos vivía en hogares con ingresos bajos, frente al 21 % de todos los hogares.
Un estudio de la Fundación Joseph Rowntree en 2011 reveló que los sinobritánicos tienen una de las tasas de pobreza más bajas de los distintos grupos étnicos del Reino Unido. La tasa de pobreza de los adultos sinobritánicos era del 20 % y la de los niños, del 30 %. De los diferentes grupos étnicos estudiados, los bangladesíes, pakistaníes y negros africanos tenían las tasas más altas de pobreza infantil y adulta en general. En cambio, los sinobritánicos, los caribeños negros, los indios británicos y los británicos blancos tenían las tasas más bajas.

### Salud y bienestar
En 2001, los hombres y mujeres chinos eran los menos propensos a declarar que su salud era «no buena» de todos los grupos étnicos. Los hombres y mujeres chinos tenían las tasas más bajas de enfermedades de larga duración o discapacidades que limitan las actividades diarias. La población sinobritánica (5,8 %) era la menos propensa a proporcionar cuidados informales (cuidados no remunerados a familiares, amigos o vecinos). Alrededor del 0,25 % de la población sinobritánica residía en hospitales y otros centros de asistencia. Menos del 10 % de la población adulta china bebía por encima de las pautas diarias recomendadas de consumo de alcohol en su día de mayor consumo.
En 2021, el grupo étnico chino era el que menos probabilidades (5,2 %) tenía de fumar de todos los grupos étnicos, bajando hasta un 1,7 % para las mujeres chinas. El 37,5 % de los sinobritánicos tenían sobrepeso u obesidad en comparación con el 63,5 % de la población general el mismo año.
El Chinese National Healthy Living Centre fue fundado en 1987 para fomentar una vida sana y proporcionar acceso a los servicios sanitarios para la comunidad china en el Reino Unido. La comunidad está muy dispersa por todo el país y es el grupo étnico minoritario que menos usa los servicios sanitarios. El centro pretende reducir la desigualdad en la salud entre la comunidad china y la población general. Las dificultades lingüísticas y las largas jornadas laborales en la restauración suponen importantes obstáculos para muchos chinos a la hora de acceder a prestaciones sanitarias convencionales. Las barreras lingüísticas y culturales pueden provocar que se les de soluciones sanitarias inapropiadas. El aislamiento es un problema común en esta comunidad tan dispersa y puede dar lugar a una serie de enfermedades mentales. El centro, con sede cerca del barrio chino de Londres, proporciona un abanico de servicios diseñados para abordar los aspectos tanto físicos como psicológicos de la salud.[cita requerida]

### Política
Una encuesta realizada en 2006 estimaba que alrededor del 30 % de los sinobritánicos no estaban inscritos en el censo electoral y, por tanto, no podían votar. Esta cifra contrasta con el 6 % de los blancos y el 17 % de todas las minorías étnicas.[cita requerida]
En un intento de aumentar el registro de votantes y la participación y de invertir la apatía electoral dentro de la comunidad, se han organizado campañas como la British Chinese Register to Vote, organizada por Get Active UK, un título provisional que engloba todas las actividades dirigidas por la Integration of British Chinese into Politics (British Chinese Project) y sus diversos socios. La campaña quiere poner de relieve el escaso conocimiento de la política entre la comunidad sinobritánica, animar a inscribirse en el censo electoral a quienes reúnen los requisitos para votar pero no figuran en él y ayudar a la gente a marcar la diferencia en las cuestiones que les afectan a ellos y a sus comunidades en el día a día haciendo oír su voz a través del voto.
Una investigación realizada por UK in a Changing Europe en 2023 ha sugerido que los votantes sinobritánicos e indios británicos tenían opiniones más derechistas desde el punto de vista económico, pero mantenían las actitudes más liberales desde el punto de vista social, en particular hacia la comunidad LGBT, en comparación con otras minorías étnicas del Reino Unido. Los datos de la encuesta indicaban que los conservadores (40 %) aventajaban a los laboristas (37 %) en 3 puntos entre los sinobritánicos.

## Arte
El esea contemporary (antiguamente Centre for Chinese Contemporary Art o CFCCA) es la agencia internacional encargada del desarrollo y la promoción de artistas chinos contemporáneos. Fundada en 1986, tiene su sede en Mánchester, la ciudad con la segunda mayor comunidad china del Reino Unido, y la organización forma parte del rico patrimonio chino de la región. El Centre for Chinese Contemporary Art también celebra el International Chinese Live Art Festival, que muestra obras de artistas chinos de todo el mundo.
La compañía Yellow Earth Theatre es una compañía internacional con sede en Londres formada por cinco artistas británicos de Asia Oriental en 1995. Su objetivo es promover la escritura y la interpretación del talento de los asiáticos orientales en el Reino Unido.
China Arts Space es una organización que promueve las artes visuales y representativas de Asia Oriental. Los oradores Dra. Felicia Chan y Dr. Andy Willis, de la Universidad de Mánchester y la Universidad de Salford respectivamente, propusieron que los artistas de ascendencia china en el Reino Unido fuesen aceptados de forma inclusiva bajo la etiqueta «British Asian» en los años ochenta.

### Música
KT Tunstall es una conocida cantautora y guitarrista escocesa cuya abuela materna era china.

### Cine y televisión
Algunas producciones de cine y televisión sinobritánicas son:
- The Chinese Detective (1981-1982), serie de televisión
- Ping Pong (1986), dirigida por Po-Chih Leong [156]
- Soursweet (1988), dirigida por Mike Newell [157]
- Peggy Su! (1997), dirigida por Frances-Anne Solomon [158]
- Dim Sum (A Little Bit of Heart) (2002), dirigida por Jane Wong [159]
- The Missing Chink (2004), dirigida por Kate Solomon [160]
- Sweet & Sour Comedy (2004), dirigida por Neil A. McLennan [161]
- Spirit Warriors (2010), serie de televisión creada por Jo Ho y protagonizada por Jessica Henwick, Benedict Wong, Tom Wu y Burt Kwouk [162]

### Documentales
- Silk Screens (2008)[163]
- Chinatown (2006), dirigido por Charlotte Metcalf y Dollan Cannel[164]

### Radio
- Chinese in Britain (BBC Radio 4; abril/mayo de 2007, mayo de 2008), presentado por Anna Chen [165]
- Beyond the Takeaway (BBC Radio 4; marzo de 2003), dirigida por David KS Tse [166]
- Liver Birds and Laundrymen. Europe's Earliest Chinatown (BBC Radio 3; marzo de 2005), presentado por Gregory B. Lee [167]
- Eastern Horizon (BBC Manchester; diciembre de 1983) [168]

### Literatura
Huang Yongjun, fundador y director general de New Classic Press (UK) ha actuado como importante defensor del «sueño chino» en el Reino Unido. La New Classic Press que él fundó es un esfuerzo para «explicar China al mundo».